# Neocallimastix
Neocallimastix is een geslacht van schimmels behorend tot de familie Neocallimastigaceae.

## Soorten
Volegns Index Fungorum bevat het geslacht zes soorten (peildatum april 2023):
| Soortnaam                  | Auteur(s)                                               | Publicatiejaar |
| -------------------------- | ------------------------------------------------------- | -------------- |
| Neocallimastix californiae | O'Malley, Theodorou & K.V. Solomon                      | 2016           |
| Neocallimastix cameroonii  | G.W. Griff., Dollhofer & T.M. Callaghan                 | 2015           |
| Neocallimastix frontalis   | (R.A. Braune) Vávra & Joyon ex I.B. Heath               | 1983           |
| Neocallimastix joyonii     | Breton, Bernalier, Bonnemoy, Fonty, B. Gaillard & Gouet | 1989           |
| Neocallimastix patriciarum | Orpin & E.A. Munn                                       | 1986           |
| Neocallimastix variabilis  | Y.W. Ho & D.J.S. Barr                                   | 1993           |